# Park Yun-bae
Park Yoon-bae (ur. 23 września 1979 r. w Gangwon) – reprezentant Korei Południowej w biathlonie. Jest żołnierzem, biathlon uprawia od 1988 roku.

## Mistrzostwa Świata
Koreańczyk trzykrotnie startował na MŚ. Pierwszy raz już w 2001 roku w wieku 22 lat. Mistrzostwa odbyły się w Pokljuce. W biegu indywidualnym zajął odległą 84 pozycję. Park strzelał bardzo słabo i to uniemożliwiło mu uzyskanie dobrej lokaty.
W sprincie z trzema pudłami na koncie Koreańczyk uplasował się na 86 pozycji.
Dwa lata później w Chanty-Mansiysku Park dobiegł w obydwu biegach na 86 pozycji.
Na Mistrzostwach w Hochfilzen w 2005 roku w biegu ind. był 97, a w sprincie 88.

## Igrzyska Olimpijskie
Park Yun-bae mimo dużego doświadczenia tylko raz wystartował na Igrzyskach. Było to w 2006 roku. Igrzyska odbywały się we włoskim Turynie. Park zajął w biegu ind. 81 lokatę, a w sprincie 79.